# Norwegian International 1965
Die Norwegian International 1965 fanden in Sandefjord statt. Es war die zehnte Austragung dieser internationalen Titelkämpfe von Norwegen im Badminton.

## Finalergebnisse
| Disziplin    | Sieger                                      | Finalist                            | Ergebnis          |
| ------------ | ------------------------------------------- | ----------------------------------- | ----------------- |
| Herreneinzel | Sture Johnsson                              | Kurt Johnsson                       | 15–11, 15–10      |
| Dameneinzel  | Eva Twedberg                                | Pernille Mølgaard Hansen            | 11–8, 11–2        |
| Herrendoppel | Morten Pommergaard Bendt Rose               | Göran Wahlqvist Benny Wihlborg      | 15–12, 15–7       |
| Damendoppel  | Lonny Funch Pernille Mølgaard Hansen        | Eva Twedberg Gunilla Dahlström      | 15–7, 17–14       |
| Mixed        | Morten Pommergaard Pernille Mølgaard Hansen | Bengt-Åke Jönsson Gunilla Dahlström | 8–15, 15–6, 15–11 |

## Referenzen
- Annual Handbook of the International Badminton Federation, London, 28. Auflage 1970, S. 253–254.
- Ergebnisse auf badmintonmuseet.dk